# Tuža
Tuža (in russo Тужá ?) è un insediamento di tipo urbano della Russia europea centrale, situato nella oblast' di Kirov; è il capoluogo del rajon Tužinskij.